# تپه گدیح اوستی
تپه گدیح اوستی مربوط به هزاره دوم و اول قبل از میلاد - دوره اشکانیان - دوره ساسانیان است و در شهرستان مراغه، بخش مرکزی، دهستان سراجوی شمالی، روستای کامل آباد، تپه گدیح اوستی واقع شده و این اثر در تاریخ ۲۷ اسفند ۱۳۸۶ با شمارهٔ ثبت ۲۲۲۵۸ به‌عنوان یکی از آثار ملی ایران به ثبت رسیده است.